# Tropidoderus rhodomus
Tropidoderus rhodomus är en insektsart som beskrevs av McCoy 1882. Tropidoderus rhodomus ingår i släktet Tropidoderus och familjen Phasmatidae. Inga underarter finns listade i Catalogue of Life.